# 西雅圖都會區
西雅圖都會區（英語：Seattle Metropolitan Area），美国人口调查局定義為西雅圖-塔科馬-貝爾維尤都會統計區（Seattle–Tacoma–Bellevue, WA Metropolitan Statistical Area），為美國华盛顿州境內的都會區，區內包含西雅圖及其周邊的衛星城市與郊區，州內人口前三多的縣份：金县、史諾霍米須郡與皮尔斯县皆位於此都會區內。此都會區為普吉特海灣地區的一部分。此都會區的人口在2017年估計有3,867,046人，為美國第15大都會區，即華盛頓州有一半的居民皆定居於此都會區內。

## 定義
據美国人口调查局定義，西雅圖都會區係由下列地區所構成：
- 西雅圖-贝尔维尤-埃弗里特：都會分區
  - 金县：西雅圖及其相鄰地區
  - 史諾霍米須郡：位於西雅圖北方
- 塔科马：都會分區
  - 皮尔斯县：位於西雅圖南方

「西雅圖-塔科馬-奧林匹亞聯合統計區」（Seattle–Tacoma–Olympia Combined Statistical Area），俗稱普吉特海灣地區，係由奧林匹亞、布雷默顿、弗农山等相鄰的都會區及其周圍規模較小之衛星城市，透過通勤關係所構成一個寬廣的勞動市場地區。截至2017年，普吉特海灣地區的人口有4,686,536人，約佔華盛頓州總人口的三分之二。西雅圖聯合統計區為美國第12大聯合統計區，也是美國第13大主要普查統計區。更多的都會區與小型都會區如下：
- 布雷默頓-錫爾弗代爾（英语：Silverdale, Washington）都會區
  - 基沙普縣：位於西雅圖西方，與普吉特海湾相隔。藉由渡輪（英语：Washington State Ferries）可前往西雅圖；藉由塔科馬海峽吊橋可前往塔科馬
- 奧林匹亞都會統計區
  - 瑟斯顿县：位於西雅圖西南方、普吉特海湾南端
- 弗农山-阿纳科特斯都會區
  - 斯卡吉特县
- 橡港小型都會區
  - 艾兰县：位於埃弗里特西北方，包含普吉特海灣的惠德比島與卡梅諾島
- 雪爾頓小型都會區
  - 梅森县：位於塔科馬西方、奧林匹亞西北方

## 普查統計
| 调查年                              | 人口      | 备注 | %±     |
| ----------------------------------- | --------- | ---- | ------ |
| 1870                                | 4,128     |      | —      |
| 1880                                | 11,616    |      | 181.4% |
| 1890                                | 123,443   |      | 962.7% |
| 1900                                | 189,518   |      | 53.5%  |
| 1910                                | 464,659   |      | 145.2% |
| 1920                                | 601,090   |      | 29.4%  |
| 1930                                | 706,220   |      | 17.5%  |
| 1940                                | 775,815   |      | 9.9%   |
| 1950                                | 1,120,448 |      | 44.4%  |
| 1960                                | 1,428,803 |      | 27.5%  |
| 1970                                | 1,832,896 |      | 28.3%  |
| 1980                                | 2,093,112 |      | 14.2%  |
| 1990                                | 2,559,164 |      | 22.3%  |
| 2000                                | 3,043,878 |      | 18.9%  |
| 2010                                | 3,439,809 |      | 13.0%  |
| 2017年估计                          | 3,867,046 |      | 12.4%  |
| U.S. Decennial Census 2015 estimate |           |      |        |

根據2010年美國人口普查，此都會統計區人口有3,439,809人，住房計1,357,475戶，家庭計845,966個。此都會區的種族比例如下：
- 美國白人：71.9%（非西班牙裔或拉丁裔白人佔68.0%）
- 非裔美國人：5.6%
- 美國原住民：1.1%
- 亞裔美國人：11.4%（2.3%為华裔；2.0%為菲裔；1.6%為越裔；1.5%為印度裔；1.5%為韓裔；0.8%為日裔；0.5%為柬埔寨裔；0.2%為寮裔（英语：Laotian American）；0.1%為泰裔；0.1%為巴基斯坦裔（英语：Pakistani American）；0.1%為印尼裔（英语：Indonesian American））
- 太平洋島裔美國人：0.8%（0.3%為薩摩亞人；0.2%為關島人或查莫罗人；0.1%為夏威夷族）
- 其他種族：3.8%
- 混血種族：5.3%
- 拉丁裔美国人：佔所有種族之9.0%（6.4%為墨西哥裔；0.5%為波多黎各裔（英语：Puerto Ricans in the United States）；0.4%為西班牙裔；0.2%為薩爾瓦多裔（英语：Salvadoran American）；0.1%為瓜地馬拉裔（英语：Guatemalan American）；0.1%為秘魯裔（英语：Peruvian American））

此都會統計區之住戶收入中位數為63,088美元，家庭收入中位數為76,876美元。整體人均收入32,401美元。

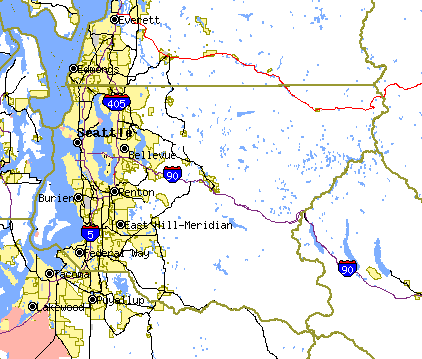
西雅圖都會區東南部的城鎮群落

| 縣份         | 2017年估計 | 2010年普查 | 變化    | 面積                             | 人口密度                           |
| ------------ | ---------- | ---------- | ------- | -------------------------------- | ---------------------------------- |
| 金县         | 2,188,649  | 1,931,249  | +13.33% | 2,115.56平方英里（5,479.3平方）  | 1,035人/平方英里（399人/平方公里） |
| 皮尔斯县     | 876,764    | 795,225    | +10.25% | 1,669.51平方英里（4,324.0平方）  | 525人/平方英里（203人/平方公里）   |
| 史諾霍米須郡 | 801,633    | 713,335    | +12.38% | 2,087.27平方英里（5,406.0平方）  | 384人/平方英里（148人/平方公里）   |
| 總計         | 3,867,046  | 3,439,809  | +12.42% | 5,872.34平方英里（15,209.3平方） | 659人/平方英里（254人/平方公里）   |

## 宗教
根據皮尤研究中心的《2014年美國宗教景觀研究》（2014 U.S. Religious Landscape Study），西雅圖都會區的宗教比例如下：
| 宗教       | 宗教       | 所占百分比 |
| 基督信仰   | 基督信仰   | 52%        |
| ---------- | ---------- | ---------- |
|            | 基督新教   | 34%        |
| 天主教     | 15%        |            |
| 其他基督教 | 3%         |            |
| 非基督信仰 | 非基督信仰 | 10%        |
|            | 佛教       | 2%         |
| 印度教     | 2%         |            |
| 猶太教     | 1%         |            |
| 伊斯蘭教   | <1%        |            |
| 其他宗教   | 4%         |            |
| 無宗教信仰 | 無宗教信仰 | 37%        |
| 不明       | 不明       | 1%         |

## 聚居地

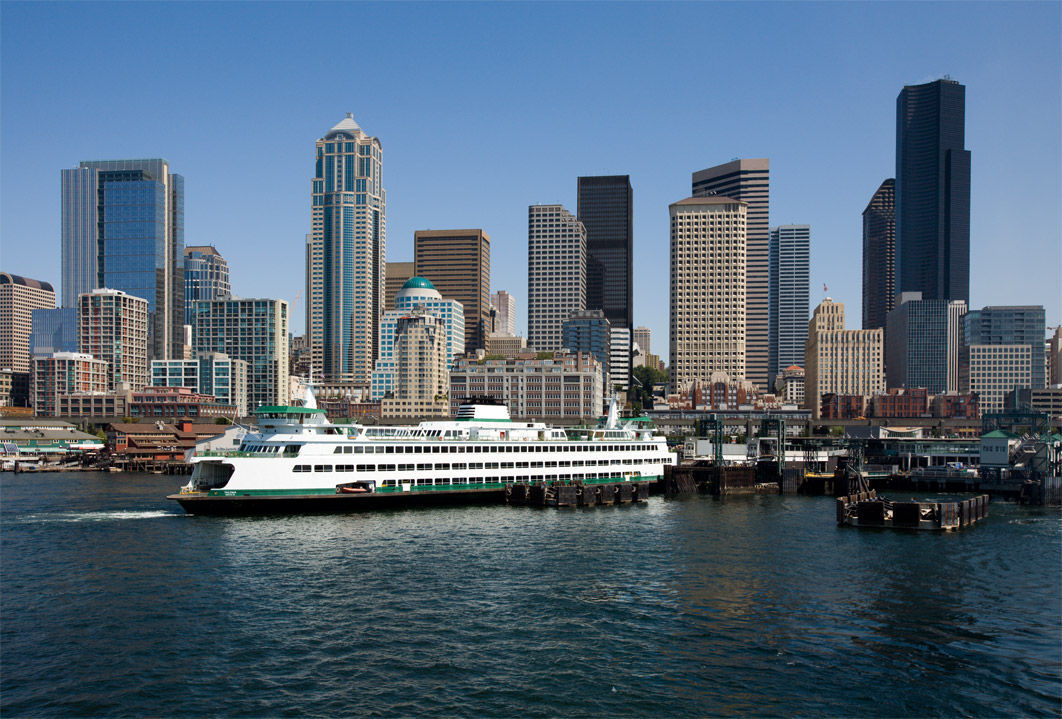
西雅圖

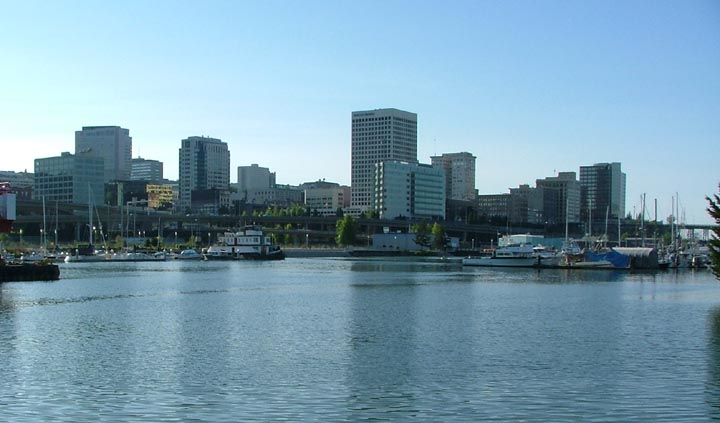
塔科馬

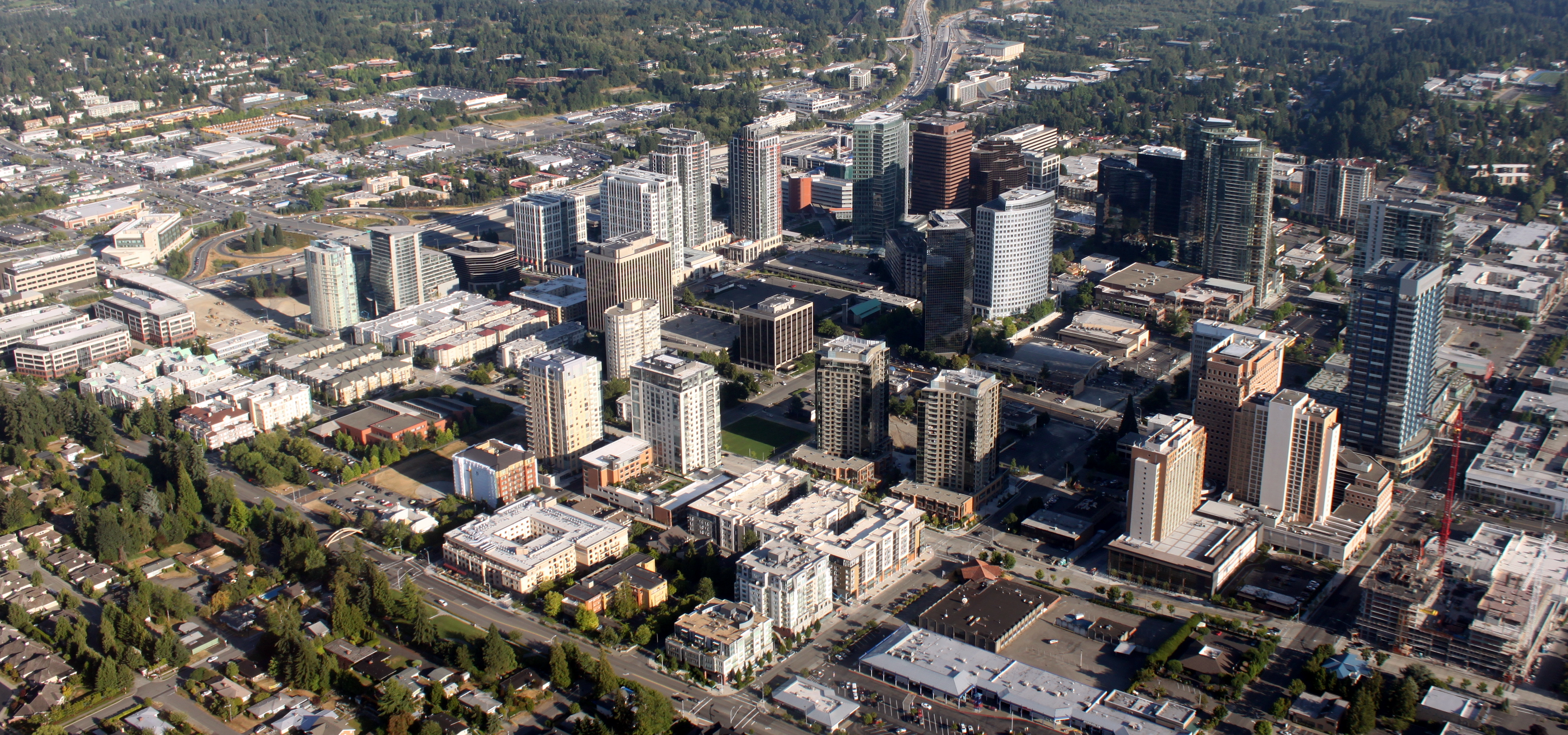
貝爾維尤

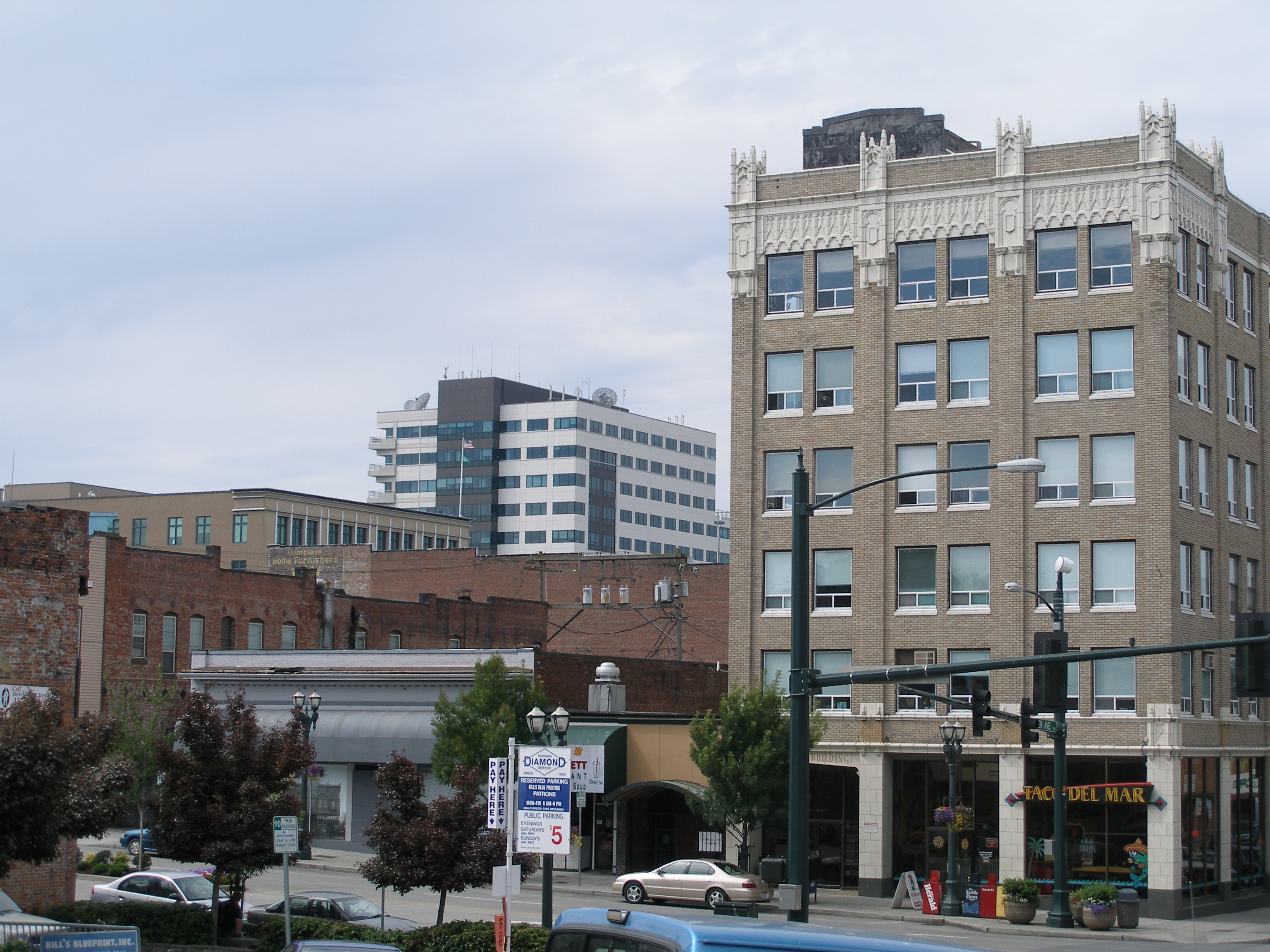
埃弗里特

大城市
- 西雅圖
- 塔科马
- 贝尔维尤
- 埃弗里特

其他聚居地
- 阿灵顿
- 奥本
- 班布里治島
- 布雜藝術村（英语：Beaux Arts Village, Washington）
- 邦尼湖
- 博瑟爾
- 布雷默顿
- 野蔷薇
- 布里恩
- 卡温顿
- 得梅因
- 杜瓦尔
- 伊纳姆克洛
- 埃德蒙兹
- 费德勒尔韦
- 吉格港
- 金条
- 花岗岩瀑布
- 伊瑟阔
- 肯莫尔
- 肯特
- 柯克兰
- 湖林公園市
- 史帝文斯湖
- 莱克伍德
- 林伍德
- 楓樹谷
- 马里斯维尔
- 默瑟島
- 米尔克里克
- 门罗
- 芒特莱克泰勒斯
- 弗农山
- 马科尔蒂奥
- 纽卡斯尔
- 諾曼第公園市
- 皮阿拉普
- 波尔斯波
- 雷德蒙德
- 伦顿
- 瑟马米什
- 西塔科
- 岸線市
- 錫爾弗代爾（英语：Silverdale, Washington）
- 史諾霍米須
- 斯坦伍德
- 苏丹
- 塔克維拉
- 伍丁維爾
- 伍德威

## 交通

### 主要機場
- 西雅圖-塔科馬國際機場（客貨運機場）
- 佩恩机场（民用機場）[6]
- 波音機場（貨運機場）
- 哈維機場（英语：Harvey Airfield）
- 倫頓市立機場（英语：Renton Municipal Airport）

### 主要公路
| 州際公路 - 5號州際公路 - 90號州際公路 - 405號州際公路 - 605號州際公路（計畫中） - 705號州際公路 | 美國國道 - 2號美國國道 - 101號美國國道 | 州級公路 - 7號華盛頓州州道 - 9號華盛頓州州道 - 16號華盛頓州州道 - 18號華盛頓州州道 - 99號華盛頓州州道 - 202號華盛頓州州道 - 520號華盛頓州州道 - 522號華盛頓州州道 |

### 公共運輸
- 海灣公共交通局：提供普吉特海湾的鐵路、公車與輕軌服務
- 社區運輸（英语：Community Transit）：提供史諾霍米須縣（不含埃弗里特）的公車服務
- 金縣地鐵（英语：King County Metro）：提供金縣的地鐵服務
- 皮爾斯運輸（英语：Pierce Transit）：提供皮爾斯縣的公車服務
- 埃弗里特運輸（英语：Everett Transit）：提供埃弗里特的公車服務
- 城際運輸（英语：Intercity Transit）：提供瑟斯頓縣的公車服務
- 梅森運輸管理局（英语：Mason Transit Authority）：提供梅森縣的公車服務
- 西雅圖電車（英语：Seattle Streetcar）：提供西雅圖市的電車服務